# Lombard (Jura)
Lombard ist eine französische Gemeinde mit 211 Einwohnern (Stand 1. Januar 2022) im Département Jura in der Region Bourgogne-Franche-Comté. Sie gehört zum Arrondissement Lons-le-Saunier und zum Kanton Bletterans. 
Die Nachbargemeinden sind Recanoz im Norden, Mantry im Nordosten, Arlay im Osten, Ruffey-sur-Seille im Süden, Vincent-Froideville im Westen.

## Bevölkerungsentwicklung
| Jahr                       | 1962 | 1968 | 1975 | 1982 | 1990 | 1999 | 2008 | 2017 |
| -------------------------- | ---- | ---- | ---- | ---- | ---- | ---- | ---- | ---- |
| Einwohner                  | 145  | 132  | 118  | 125  | 148  | 129  | 176  | 211  |
| Quellen: Cassini und INSEE |      |      |      |      |      |      |      |      |

|  |  |